# Kaguya-sama wa Kokurasetai: Tensai-tachi no Ren'ai Zunōsen (película)
Kaguya-sama wa Kokurasetai: Tensai-tachi no Ren'ai Zunōsen (かぐや様は告らせたい ～天才たちの恋愛頭脳戦～ Kaguya-sama quiere que se le confiesen: La guerra del amor y el intelecto entre dos genios?) es una adaptación cinematográfica japonesa de 2019 de la serie de manga del mismo nombre de Aka Akasaka. Está dirigida por Hayato Kawai y es distribuida por Tōhō. El 21 de febrero de 2019, Shūeisha anunció que estaba produciendo una adaptación cinematográfica de acción real para la serie. La película se estrenó en Japón el 6 de septiembre de 2019. Se anunció a Sho Hirano para el papel de Miyuki Shirogane, y a Kanna Hashimoto para el papel de Kaguya Shinomiya. Hayato Kawai dirigió la película, Yūichi Tokunaga escribió el guion, y las principales fotografías se realizaron de marzo a abril de 2019. El póster visual se dio a conocer el 3 de mayo de 2019.

## Sinopsis
El presidente del consejo estudiantil Miyuki Shirogane y la vicepresidenta Kaguya Shinomiya parecen ser la pareja perfecta. Kaguya es hija de un conglomerado familiar adinerado, y Miyuki es el mejor estudiante de la escuela y es muy conocido en toda la prefectura. Aunque se gustan, son demasiado orgullosos para confesar su amor, ya que creen que quien lo haga primero perdería. La historia sigue sus muchos esquemas para hacer que el otro confiese.

## Reparto
- Kanna Hashimoto como Kaguya Shinomiya
- Sho Hirano como Miyuki Shirogane
- Nana Asakawa como Chika Fujiwara[5]
- Hayato Sano como Yū Ishigami[6]
- Mayu Hotta como Ai Hayasaka[5]
- Natsumi Ikema como Nagisa Kashiwagi[5]
- Yūtarō como Tsubasa[5]
- Masahiro Takashima como el padre de Miyuki[5]
- Jiro Sato como Shōzō Tanuma, narrador[5]
- Aoi Koga como Chica de mostrador de cine[7]
- Amu Fukao como Kei Shirogane